# Ruhrfestspielhaus

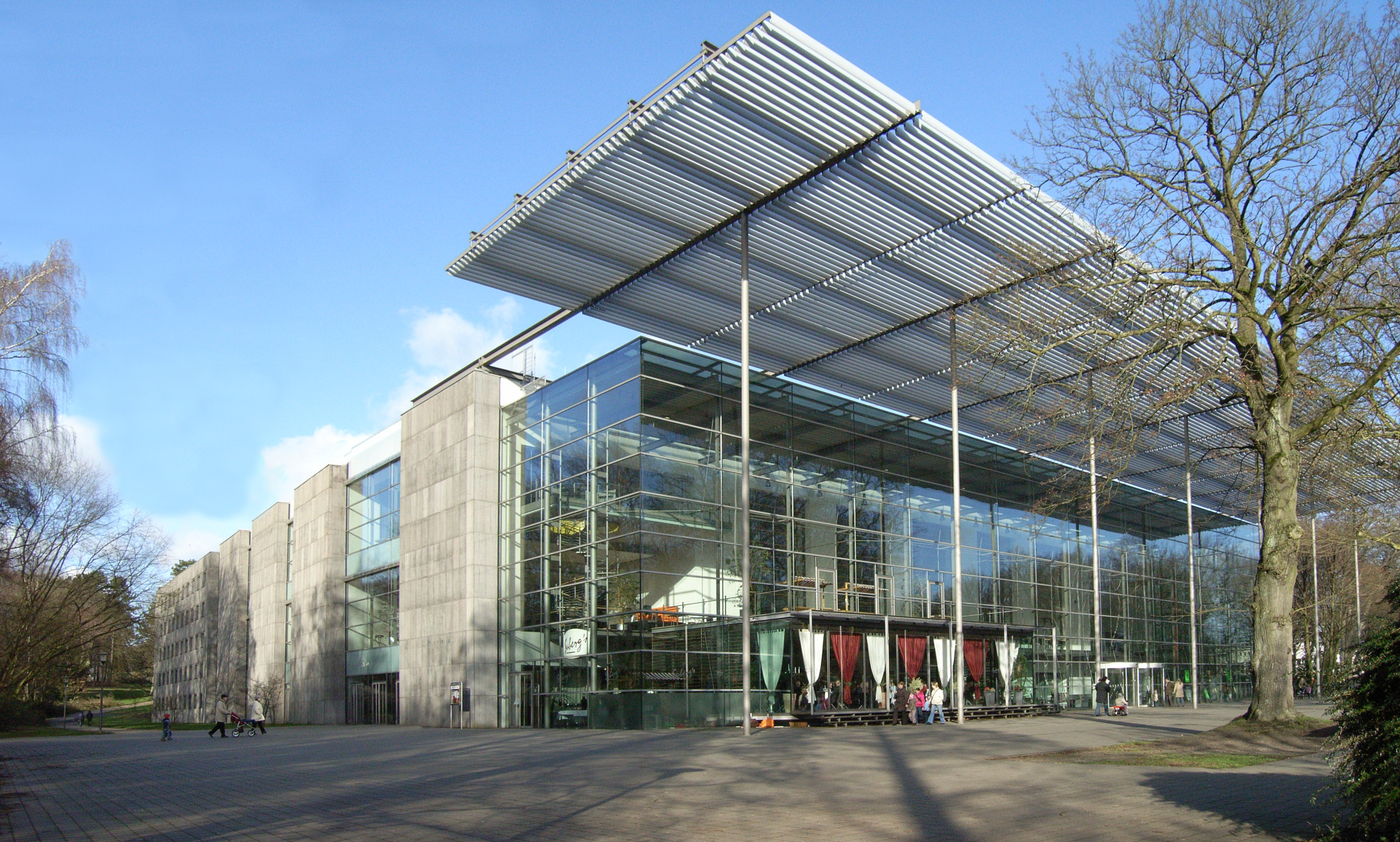
Ruhrfestspielhaus

Das Ruhrfestspielhaus ist ein zwischen 1960 und 1965 errichtetes Veranstaltungsgebäude in Recklinghausen und seit seiner Eröffnung Hauptaustragungsort der jährlichen Ruhrfestspiele.

## Lage
Das Ruhrfestspielhaus befindet sich auf dem Grünen Hügel, einer natürlichen Anhöhe im Stadtgarten. Dieser befindet sich wiederum im Westviertel, rund einen Kilometer nordwestlich der Altstadt. Der Grüne Hügel grenzt im südlichen Bereich direkt an die Dorstener Straße, welche eine wichtige Verbindung zwischen Innenstadt und B 225 darstellt (und früher Teil der B 225 war).

## Geschichte

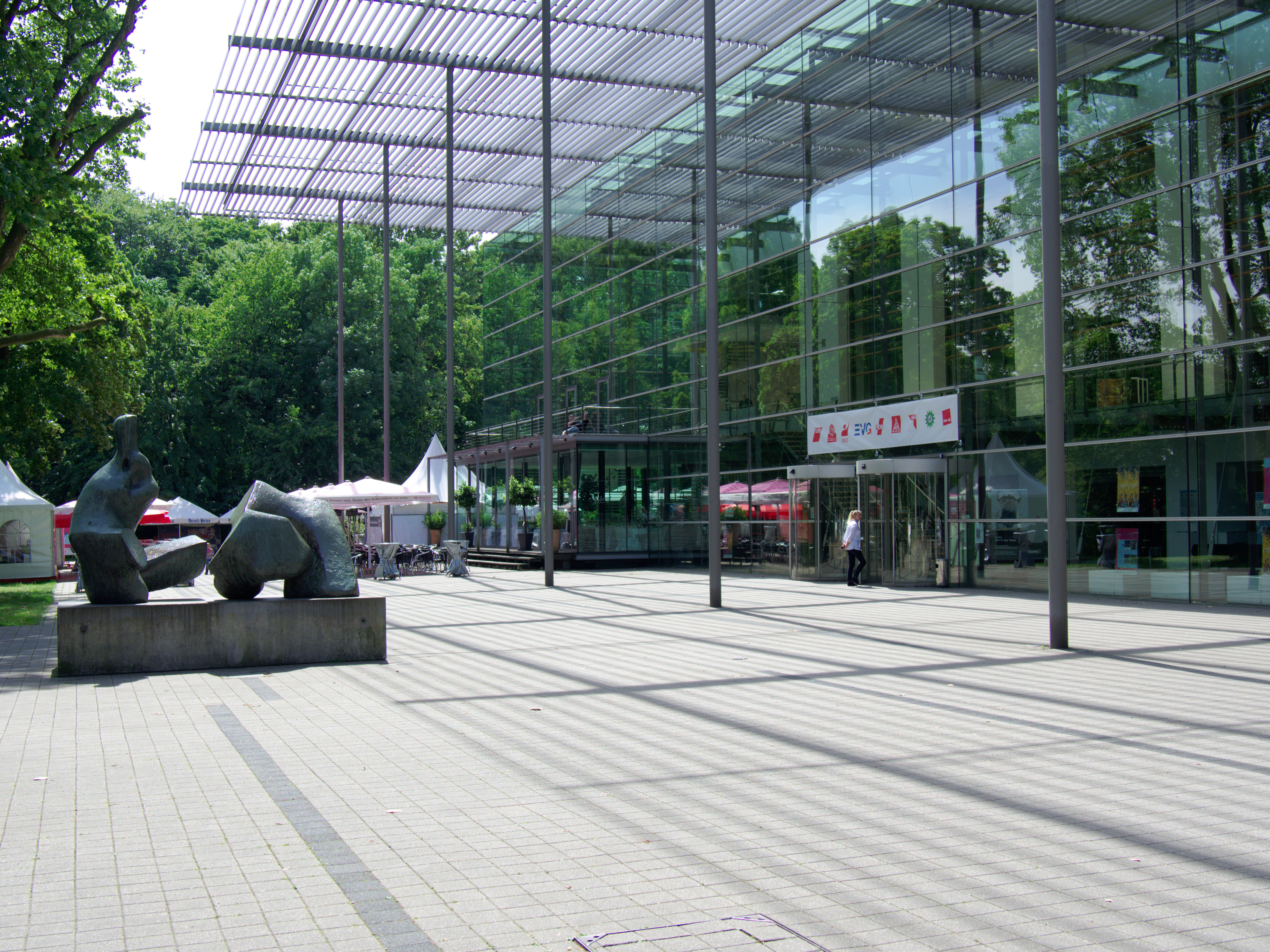
Skulptur Große Liegende Nr. 5 von Henry Moore

Der Spielort des Städtischen Saalbaus war für die Ruhrfestspiele zu eng und entsprach nicht den technischen Ansprüchen sowie den Feuerschutzbestimmungen. So wurde bereits 1950, unter anderem von Hamburgs Regierendem Bürgermeister Max Brauer, der das Ensemble des mit Kohle aus Recklinghausen beheizten Thalia-Theaters nach Recklinghausen begleitete, der Neubau eines modernen Theaterzweckgebäudes für Recklinghausen gefordert.
Der Stadtrat beschloss 1953 den Bau eines Festspielhauses auf dem Hügel des Stadtgartens. 1956 erfolgte ein vom Präsidenten des BDA Otto Bartning geleiteter Architektenwettbewerb, aus dem das ortsansässige Recklinghäuser Architekturbüro von Felix Ganteführer (1902–1984) und Fritz Hannes als Sieger hervorging. Ganteführer hatte bereits 1938 zusammen mit Hermann Bartels für Detmold ein sogenanntes Gauforum geplant, in welchem anlässlich der neu eingerichteten Richard-Wagner-Festwochen auch Opern und Theaterstücke aufgeführt werden sollten.
Mit finanzieller Hilfe des Deutschen Gewerkschaftsbundes, des Bundes, des Landes Nordrhein-Westfalen, des Landschaftsverbands Westfalen-Lippe und des 1959 vom regelmäßigen Festspielbesucher Theodor Heuss gegründeten Vereins Freunde der Ruhrfestspiele gelang die Finanzierung des Bauprojektes.
Am 2. Juni 1960 vollzog Alt-Bundespräsident Theodor Heuss den ersten Spatenstich, am 3. Juni 1961 legte Bundespräsident Heinrich Lübke den Grundstein für das „Haus der Ruhrfestspiele“. Am 11. Juni 1965 fand anlässlich der XIX. Ruhrfestspiele die erste Aufführung im neuen Ruhrfestspielhaus statt.
1996 bis 1998 wurde das Ruhrfestspielhaus nach Plänen des Architekturbüros Auer Weber für knapp 20 Millionen Euro zu einer Kongress- und Tagungsstätte umgestaltet. Zu dem Umbau zählt vor allem ein moderner, großflächig verglaster Vorbau. Im Jahre 2001 wurde der Umbau mit dem Deutschen Architekturpreis ausgezeichnet.
Vor dem Haupteingang befindet sich die Skulptur Große Liegende Nr. 5 von Henry Moore.